# (31713) 1999 JF54
1999 JF54 (asteroide 31713) é um asteroide da cintura principal. Possui uma excentricidade de 0.17759360 e uma inclinação de 2.17484º.
Este asteroide foi descoberto no dia 10 de maio de 1999 por LINEAR em Socorro.